# Stenkullen, Tuns socken
Stenkullen är ett gravröse i Tuns socken i Lidköpings kommun. Det är 7 meter högt och 60 meter i diameter och därmed ett av Sveriges största gravrösen. Det är beläget i södra utkanten av kyrkbyn Tun, i närheten av Lidköping-Såtenäs flygplats. 
Gravröset kan troligtvis dateras till bronsåldern. Stora delar av röset i söder har försvunnet då församlingen i äldre tider ägt rätt att använda det som stenbrott. Det finns tecken på att en kantkedja av större stenar omgärdat röset. Strax invid högen finns en gammal offerkälla och resterna av äldre bebyggelse. På andra sidan landsvägen finns ett järnåldersgravfält och längre bort vid Tuns kyrka finns en gravhög.